# Região pseudoautossômica

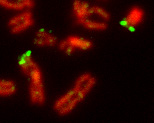
Porções nas regiões pseudoautossômicas identificadas por fluorescência de hibridização in situ (verde). Cromossomos corados em vermelho.

As regiões pseudoautossômicas (PAR1 e PAR2) são sequências homólogas de nucleotídeos nos cromossomos X e Y. É conhecido que a recombinação genética nesses cromossomos é limitada somente para as regiões pseudoautossômicas.
As regiões pseudoautossômicas recebem este nome pois quaisquer genes localizados nelas (até agora 29 já foram encontrados) são herdados como um gene autossômico qualquer. PAR1 comprime 2.6 Mbp (Milhões de pares de base) nas extremidades dos braços pequenos dos cromossomos X e Y em humanos e grandes primatas (X e Y tem 155 Mpb e 59 Mbp, respectivamente). PAR2, com cerca de 320 Kbp (Milhares de pares de base), está nas pontas dos braços longos.